# Love Blonde
Love Blonde är Kim Wildes sjunde singel. Det är en catchy popsång som är lite jazzinfluerad. Den sägs handla om Wilde själv. 
Wilde lät denna gång släppa en 12"-version av låten för första gången i Storbritannien. Tidigare har hon bara släppt 12"-versioner av tidigare singlar i övriga länder och då inte i Storbritannien. Med 12"-versionen följde en poster på Wilde.

## Listplaceringar
| Länder (1983)  | Topplaceringar |
| -------------- | -------------- |
| Storbritannien | 23             |
| Danmark        | 12             |
| Irland         | 29             |
| Sverige        | 7              |
| Australien     | 36             |
| Tyskland       | 26             |
| Schweiz        | 11             |
| Nederländerna  | 10             |